# Golf
El golf es un deporte cuyo objetivo es introducir una bola en los hoyos que están distribuidos en el campo con el menor número de golpes, utilizando para cada tipo de golpe uno de entre un conjunto de palos ligeramente diferentes entre sí, ya que la cabeza del palo tiene ángulos distintos, al igual que las varillas tienen longitudes diferentes. A menor número de grados de inclinación, mayor longitud de la varilla, por lo tanto, más distancia. Como máximo se pueden llevar catorce palos y como mínimo cinco palos. A la persona que practica golf se le denomina golfista.
En 1744, se fundó la primera asociación de jugadores en Escocia, y en 1745, también en Gran Bretaña, se creó la primera reglamentación del golf. Las primeras asociaciones de golf fueron la Honourable Company of Edinburgh Golfers (1744) y The Royal and Ancient Golf Club of St Andrews (1754).
Se cree que el juego de golf moderno se originó en Escocia en el siglo XV. Este deporte formó parte del programa Olímpico en los Juegos Olímpicos de París 1900 y después en los Juegos Olímpicos de San Luis 1904, donde solo se realizaron competiciones masculinas, y Estados Unidos y Canadá fueron los únicos participantes. En los Juegos Olímpicos de Río 2016, después de estar ciento doce años ausente, el golf volvió a los Juegos Olímpicos.

## Campo de juego
El golf se practica en un campo o cancha de hierba natural al aire libre. A diferencia de muchos deportes, el golf no tiene una superficie de juego estandarizada. Un campo de golf ocupa una superficie amplia y se compone, generalmente, de 9 o 18 recorridos parciales. La mayoría de los campos son de 18 hoyos. Al final de cada uno de estos recorridos hay un hoyo en la superficie, donde se ha de introducir la bola con el menor número posible de golpes; por extensión, cada uno de los recorridos parciales se denomina también hoyo. El orden de recorrido de los hoyos en la cancha da nombre a cada uno de ellos: hoyo 1, hoyo 2, etc. hasta el hoyo 9 u hoyo 18 según el caso. En algunos campos de golf, a los hoyos se les dan también otros nombres conmemorativos, comerciales o tomados de alguna de sus características: dificultad, diseño, nombres de flores o animales, etc
Para jugar un recorrido de golf, hay que completar 18 hoyos en un orden establecido.

1 = lugar de salida
2 = obstáculo de agua frontal
3 = áspero
4 = fuera de límites
5 = búnker de arena
6 = obstáculo de agua
7 = calle
8 = green
9 = bandera
10 = hoyo

Como referencia, los campos de golf se dividen en dos categorías principales:
- Campo profesional: según las normas de USGA (United States Golf Association) es aquel donde la suma de las distancias totales de los 18 hoyos —midiendo estas desde la salida de las marcas negras de los tees(o en español se pronuncia ti de salida)— sobrepasan las 7000 yardas (6400,80 metros).
- Campo turístico-ejecutivo: son los que no sobrepasan las 7000 yardas (6400,80 metros).

## Límites del campo de juego
El campo de juego está delimitado por estacas o postes en diferentes colores, cuyo significado debe conocer el jugador. 
Las estacas blancas marcan la línea "fuera de límites". El reglamento dice así: Una bola está fuera de límites cuando toda ella reposa "fuera de límites". En este caso se debe golpear otra bola lo más cerca posible del punto desde el que se jugó la bola que quedó fuera de límites, esta segunda vez con un golpe de penalidad.
Las estacas rojas indican obstáculos laterales de agua.
Las estacas amarillas señalan obstáculos frontales de agua. Si la bola va a parar dentro, el jugador tiene varias opciones, con un golpe de penalidad. Un obstáculo de agua es tal aunque no haya agua dentro del mismo.
Las estacas azules delimitan un "terreno en reparación". Si la bola se halla dentro del mismo, se puede sacarla sin penalidad y colocarla en un punto que no esté más cerca del hoyo.

## Salidas
Para comenzar cada hoyo, los jugadores se colocan en una superficie pequeña, horizontal y con la hierba muy corta denominada lugar de salida (en inglés: tee o tee box), desde donde se da el primer golpe de cada hoyo o incluso se podría dar el segundo en caso de que se haya mandado la bola fuera de límites y se tenga que repetir el segundo golpe desde el tee de salida (considerado el tercer golpe, ya que se agrega un golpe como penalidad). En él están colocadas parejas de barras, que delimitan la distancia hasta la cual se puede colocar la bola para comenzar a jugar el hoyo. En orden decreciente de distancia hasta el hoyo, hay un par de barras blancas, otras amarillas, otras azules y otras rojas. Salen de barras rojas las señoras y los niños, y de las amarillas los caballeros. Las azules son ordinariamente la salida de señoras profesionales, y las blancas, de caballeros profesionales. En cada campo, se puede decidir variar puntualmente estos criterios por motivos diversos.
El tee de salida recibe ese nombre en alusión al pequeño soporte llamado tee en inglés (pronúnciese ti) que se clava en la tierra y sobre el cual se pone la bola, utilizado exclusivamente para este primer golpe de cada hoyo. La bola colocada encima del tee se halla, por tanto, a cierta distancia del suelo, lo cual facilita el dar un buen golpe y alcanzar mayores distancias, siendo menos probable que el palo roce la hierba. La altura del césped aquí suele ser de 5 a 10 mm. Los greenkeepers se encargan de cambiar periódicamente la posición de las barras para que la superficie de salida no se estropee siempre en el mismo lugar. Esto implica que la distancia entre la salida y el hoyo puede variar en algunos metros.

## Fairwayo calle

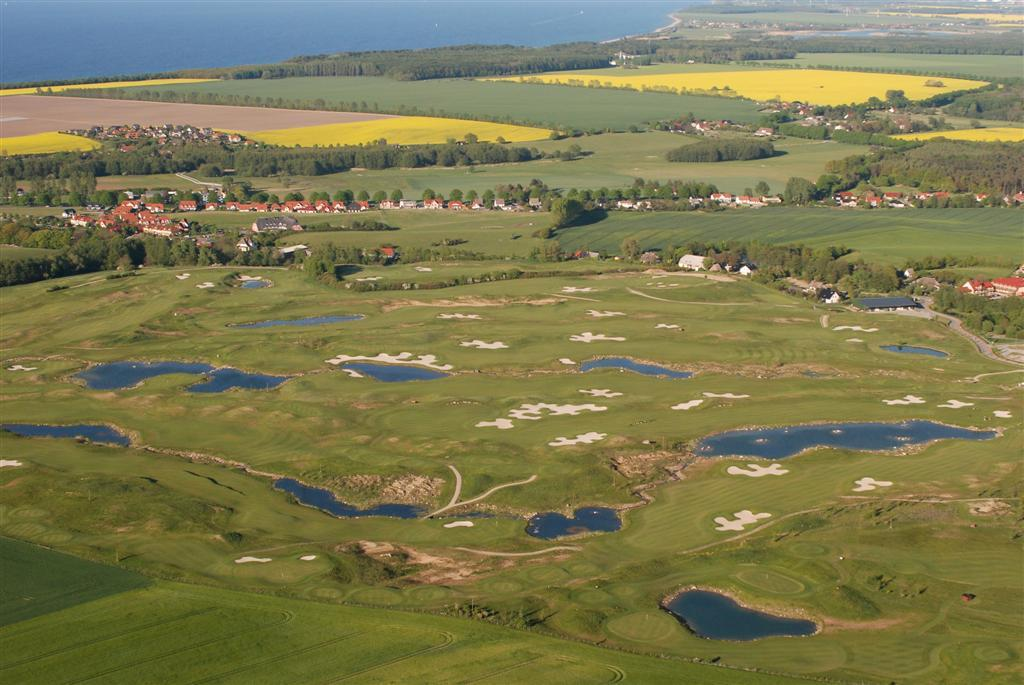
Vista área del Golfplatz Wittenbeck en Mecklemburgo, Alemania.

El recorrido entre el tee de salida y la zona donde está el hoyo, que puede ser recto o angulado hacia un lado (dogleg en inglés), consta de dos tipos de superficies: la calle (fairway en inglés) es una zona de hierba bien cortada (con una altura de 8 a 12 mm), donde los jugadores pueden golpear la bola con más facilidad, y el rough o áspero, una superficie menos cuidada a propósito, que es de hierba más alta, a menudo simplemente natural. Los jugadores intentan normalmente que su bola no vaya nunca al rough para que el golpe siguiente a la bola sea más fácil. Además, el diseño de los recorridos cuenta habitualmente con que la bola repose en el fairway, de manera que el siguiente golpe pueda alcanzar su objetivo sin dificultades añadidas. Al golpear la bola, se producen a menudo cortes de césped, llamados chuletas (divots en inglés), que el jugador ha de reparar volviendo a colocarlas en su sitio.
Para dificultar el juego, en los fairways —sobre todo, alrededor de los greens— se encuentran distintos tipos de obstáculos o trampas: agujeros de arena o de hierba y obstáculos de agua. Los agujeros u hondonadas de arena o de hierba se denominan búnker y su profundidad es muy variable; los obstáculos más habituales son los de arena. En ese caso, se especifica que es una trampa de arena. Los obstáculos de agua, llamados en inglés water hazard, pueden ser lagos o regatas. Son menos numerosos que los de arena y no suelen estar presentes en todos los hoyos de un recorrido. En los campos modernos o de nueva construcción, la vegetación se usa también como "obstáculo natural". Así, los árboles colocados estratégicamente, incluso en el centro de la calle, añaden dificultad al hoyo.
La dificultad de un hoyo se mide según una variedad de factores: el número y la posición de las trampas, la colocación de los árboles, la pendiente, la longitud entre la salida y el green, la dificultad del áspero, la proporción entre superficie de la calle y superficie del áspero, la visibilidad del "green" desde ángulos diversos, la horizontalidad de la superficie del "green", etc.

## Green

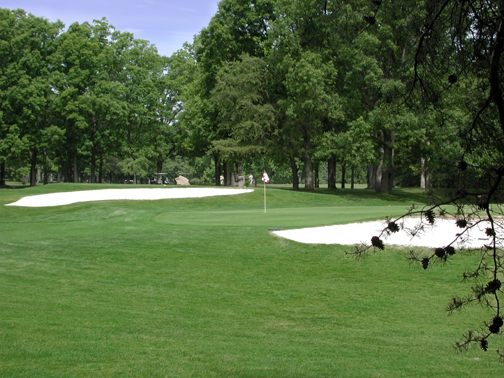
Green con dos búnkeres (obstáculos de arena). Se puede ver la bandera con el asta dentro del hoyo.

El hoyo está situado en el verde o green, una zona delimitada de unos 550 m² en promedio, en la que el terreno está muy bien alisado y la hierba es fina y muy corta, de 2,5 a 3,2 mm de altura. Las ondulaciones de la superficie introducidas a propósito dificultan considerablemente la "lectura" del green para descubrir dónde están las caídas (en inglés breaks) o pendientes, a veces apenas perceptibles, que influyen notablemente en la rodadura de la bola.
La posición del hoyo (que tiene un diámetro de 108 mm y por lo menos 100 mm de profundidad) puede variar dentro del verde. Para que los jugadores puedan saber desde lejos dónde está situado el hoyo, este tiene colocada en su interior una bandera con el asta fina, que mide aproximadamente 2 m de altura. Los greens tienen dos zonas principales: el área para bandera y el área sin bandera. Las áreas sin bandera son aquellas en donde el hoyo no se puede situar por reparaciones o porque las pendientes de juego exceden el 3 %; además, no se puede situar el hoyo a una distancia de la orilla del green que sea menor a la distancia del asta de la bandera.
Dado que el green es una de las partes más sensibles y caras del campo de golf, debido a que el césped debe ser corto y de una altura uniforme, los golfistas han de reparar con un instrumento especial (arreglapiques) los daños causados (piques) por el impacto de la bola al caer sobre el verde para que no interfieran en la rodadura de las bolas.

## Elswing

El swing.

Según los expertos, al efectuar el swing (péndulo u oscilación en español) han de moverse y coordinarse 124 músculos (de un total de 424). Por ello es conveniente hacer ejercicios de calentamiento antes del juego: estiramiento lateral y de costillas, de hombros y bíceps, de muñecas y antebrazos, de tendones de la corva, etc.
El jugador debe colocarse erguido pero relajado ante la bola, situada en un punto al centro de los pies, de modo que el eje de los hombros sea paralelo a la dirección del golpe. Los brazos y el palo han de formar una Y. Los ojos deben mirar fijamente la parte posterior de la bola. La mano izquierda sujeta el palo y la derecha se encuentra debajo de la otra, por lo que el hombro derecho se sitúa por debajo del izquierdo.
El swing se inicia girando lentamente el cuerpo (backswing) hacia la derecha (para un diestro) y echando hacia atrás el hombro derecho para que el palo suba hasta alcanzar una posición horizontal o paralela al suelo. La pierna izquierda se flexiona ligeramente sin levantar el talón. El 60 % del peso recaerá en el pie derecho.
Una vez terminada la subida del palo, el cuerpo comienza el giro inverso hacia abajo (downswing) estirando los brazos y las muñecas por delante del busto. El palo se bajará aumentando paulatinamente la velocidad del movimiento hasta alcanzar la máxima en el momento del impacto. El talón izquierdo vuelve a apoyarse firmemente sobre el suelo, con lo que la mayor parte del peso recae ahora en la pierna izquierda. La cabeza se mantiene sobre la bola hasta que el hombro derecho (si el jugador es diestro) obliga a girarla. El cuerpo sigue girando hasta que la cara del jugador mire hacia el objetivo del golpe. Para un buen swing es fundamental mantener siempre el equilibrio del cuerpo.
En la fase final del swing, el pie derecho se apoya sobre la punta de los dedos y el palo sigue el movimiento natural del virado hasta que quede perpendicular a la columna vertebral y paralelo al suelo.

## Los tiros
El  primer tiro con el que se inicia un hoyo se da desde el tee de salida. Si el hoyo es largo (par 4 o par 5), el primer golpe se suele dar con una madera, normalmente la madera llamada driver en inglés, que es el palo con el que mayor distancia se puede alcanzar. Para los otros tiros pueden emplearse las maderas (en inglés woods 3, 4 o 5) o bien los hierros (en inglés irons, de ordinario a partir del 3 o 4) según las condiciones del terreno. Si el hoyo es corto (par 3), se tomará un hierro adecuado.
El approach (acercamiento en español) es el golpe que los jugadores dan para dejar la bola dentro del verde (y preferiblemente meterla en el hoyo) desde las zonas aledañas a este. Generalmente se usa el pitching wedge (PW) o el ‘’sand wedge’’ (SW), que al ser los palos de mayor inclinación (wedge significa cuña), hacen que la bola ruede menos y el tiro sea más preciso.
El putt (castellanizado pat) es el golpe que se le da a la bola con el palo llamado putter (pronúnciese 'pater') en una sección de la cancha denominada verde o green, donde el césped es corto y es también donde se encuentra el hoyo. En este golpe la bola rueda y no se levanta del suelo; por eso es esencial calcular el posible declive del terreno. Es el tiro que exige mayor precisión y se dice que es el más importante.
Como se ha mencionado antes, el primer golpe es siempre fuerte para acercarse todo lo posible al hoyo. Los golpes siguientes se efectuarán con la bola tal como repose.

## Longitudes de losfairways
En cada campo de golf existen hoyos de tres, de cuatro y de cinco golpes, que se denominan hoyos de par tres, par cuatro o par cinco. Par en inglés significa "professional average result" (es decir, resultado promedio de un profesional). Esta clasificación se basa en la longitud del fairway o calle:
Salidas de caballeros
Par 3: entre 90 y 230 metros, 100 a 250 yardas
Par 4: entre 230 y 450 metros, 251 a 475 yardas
Par 5: entre 450 y 630 metros, 476 a 690 yardas
Salidas de damas
Par 3: hasta 200 metros
Par 4: entre 180 y 390 metros
Par 5: más de 360 metros

## Puntuación
Los puntos se definen por el número de golpes necesitados para meter la bola al hoyo.
- Bogey: cuando el hoyo se completa con un golpe por encima del par. Se llama double bogey o 3 over par si se necesitan uno o dos golpes más, respectivamente, para embocar la bola.
- Par: es la cantidad fijada de golpes para embocar la bola en un hoyo o campo, según cuáles sean las distancias. Hay hoyos de par tres, cuatro o cinco.
- Birdie: cuando el hoyo se completa con un golpe por debajo del par.
- Eagle: cuando se completa el hoyo con dos golpes por debajo del par.
- Albatross: cuando se completa el hoyo con tres golpes por debajo del par. Por ejemplo: embocar la bola en dos tiros en un par 5.
- Condor: cuando se completa el hoyo con cuatro golpes por debajo del par, es decir, embocar la bola en un tiro en un par 5.
- Hoyo en uno (en inglés hole in one): cuando se mete la bola con el primer golpe.

### Resultado bruto
El resultado bruto o score bruto es el resultado total de una vuelta de golf sin descontar el hándicap del jugador. También se le llama resultado scratch.

### Resultado neto
El resultado neto o score neto es el resultado total de una vuelta de golf tras haber descontado el hándicap del jugador. También se le llama resultado hándicap.

### Resultado por hoyo

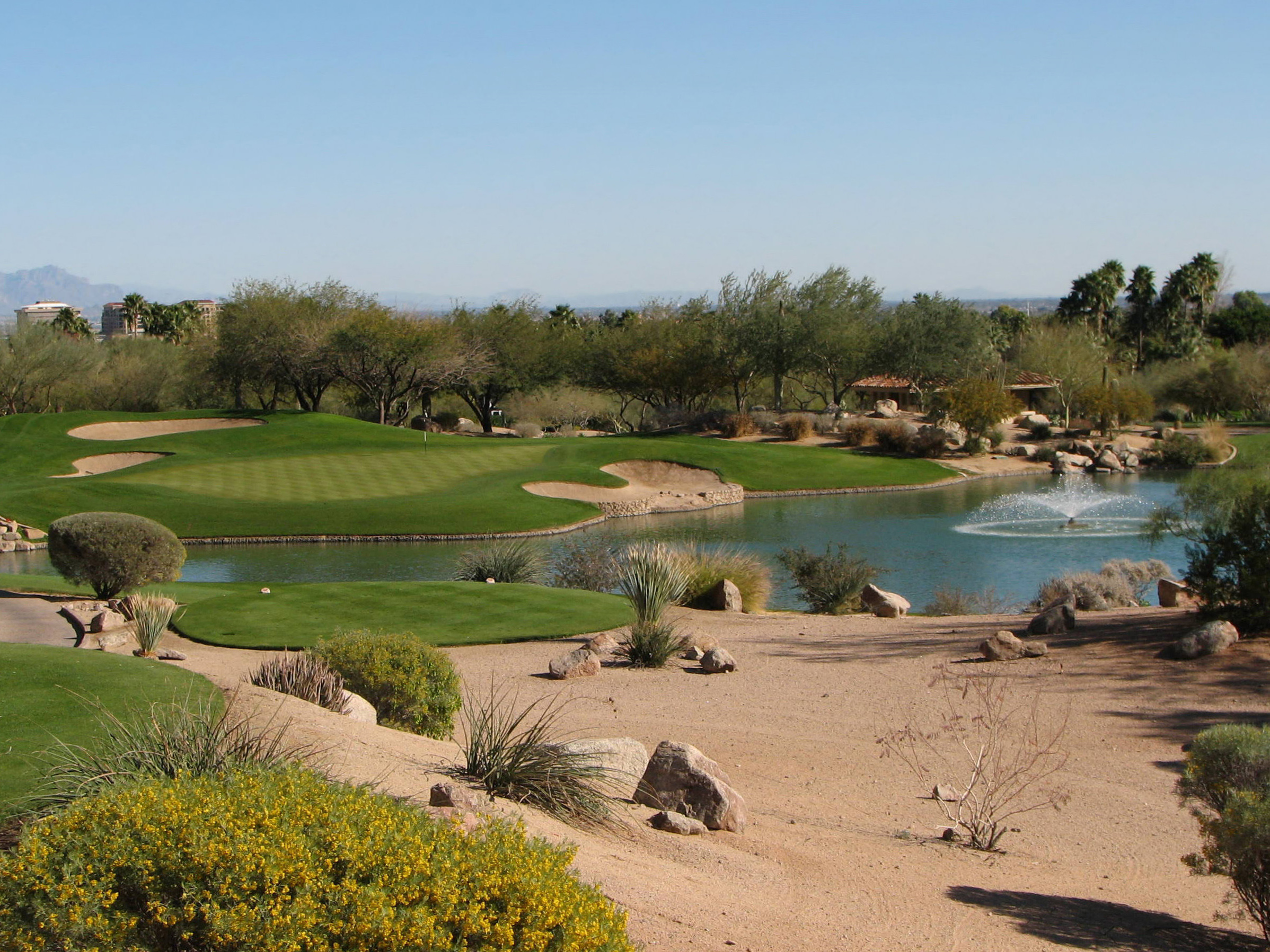
Un par 3 en el Phoenician Golf Club, Scottsdale, Arizona.

Si el hoyo es de tres golpes (par 3), la estrategia habitual que sigue el jugador es hacer llegar la bola al green ya con el primer golpe. En cambio, en los hoyos de cuatro (par 4) y de cinco golpes (par 5), bastante más largos, deberá golpear la bola de nuevo con fuerza una o dos veces para llegar al green.
El jugador que logre embocar la bola en un hoyo realizando el número de golpes establecido, ha cumplido el par del hoyo. Si consigue lo mismo en todo el recorrido, aunque sea una media por haber hecho más golpes en unos hoyos y menos en otros, habrá cumplido el par del campo.

### Resultado total
La valoración del score (resultado en inglés) en cada hoyo en el total depende de varios factores: la modalidad que se esté jugando y la ponderación del nivel de juego de cada jugador (sistema de hándicap). El hándicap es el sistema para conseguir que los jugadores compitan en igualdad de condiciones, independientemente de su nivel de juego.
Las dos modalidades de juego individual más comunes son por golpes y por hoyos.
En la modalidad de Medal Play o Stroke Play, o juego por golpes, el resultado se obtiene sumando el número de golpes con el que se ha conseguido meter la bola en cada hoyo. El resultado total será, por tanto, la suma de los 18 resultados parciales que se hayan ido obteniendo durante el juego. Después de haber concluido la vuelta o vueltas estipuladas, quien haya hecho menos golpes -cuando se hayan completado todos los hoyos- será el ganador. Si Javier hizo un total de 70 golpes y Agustín 78 a lo largo de los 18 hoyos, Javier es el ganador.
En la modalidad de Match Play, o juego por hoyos, los golfistas juegan la cantidad de hoyos acordada (generalmente 18 o 9), esto es, una vuelta estipulada de antemano, de manera que cada hoyo constituye un punto independiente de los resultados en otro hoyo. Es decir, se juega hoyo por hoyo y un hoyo vale tanto como los otros. Los hoyos se consideran empatados si los dos jugadores o equipos hacen la misma cantidad de golpes. Cuando un jugador lleva una ventaja sobre otro que ya no puede ser superada, aunque el jugador que va perdiendo ganara todos los hoyos restantes, el juego se acaba inmediatamente y el que llevaba más hoyos es el ganador. Por ejemplo: Acaban de completar el hoyo 16 y Javier lleva ganados 10 hoyos y Agustín solo 6. Aunque Agustín ganara los 2 hoyos restantes para completar los 18, no le serían suficientes para empatar o ganarle a Javier, porque Javier llevaría 10 y Agustín solamente 8 y, de cualquier forma, Javier sería el ganador.
Se asume que la modalidad "Stroke Play" es más justa que la de "Match", porque es mucho más natural y simple, y se centra en hacer la menor cantidad de golpes posibles. Pero jugar "Match" es mucho más interesante y pueden darse giros más sorpresivos.
Existen numerosas modalidades de competencias de golf por equipos. En el fourball, los dos integrantes de ambas parejas juegan su propia bola, y se considera el mejor resultado de los dos jugadores de la pareja en cada hoyo. Las parejas anotan en cada hoyo el mejor resultado de entre sus dos integrantes, sea la cantidad de golpes o el ganador según si es fourball por golpes o por hoyos. El best ball es idéntico pero con equipos de tres o cuatro integrantes.
En el foursome, cada pareja usa una sola bola. Los integrantes de la pareja alternan golpes en cada hoyo, y del mismo modo alternan tiros desde el tee. Esta modalidad se puede jugar por golpes o por hoyos de manera idéntica a un duelo individual.

### Modalidad Stableford
Además de estas modalidades, existe el sistema Stableford, muy extendido en los torneos de carácter local. En esta modalidad, el "par" se premia con dos puntos, el "bogey" con uno y el "birdie" con tres, y así sucesivamente sin llegar nunca a descontar puntos. Además cada hoyo tiene puntos "extra" otorgados por el hándicap del jugador y el hándicap del hoyo (o dificultad del hoyo respecto al campo). Así, un jugador con hándicap exacto 10 que cumple el par en el hoyo declarado como hándicap 8 del campo, recibe 2 puntos por el par y uno extra porque el hoyo tiene un hándicap menor que el suyo, de manera que si hubiese cumplido el par en el hoyo hándicap 12 del campo, no recibiría ningún punto extra. Al final del torneo gana el jugador con más puntos.
En esta modalidad de juego no se cuentan los golpes, sino los puntos obtenidos según el sistema siguiente:
| Puntos                                | Puntos según Stableford |
| ------------------------------------- | ----------------------- |
| Albatros (3 bajo par)                 | 5                       |
| Eagle (2 bajo par)                    | 4                       |
| Birdie (1 bajo par)                   | 3                       |
| Par                                   | 2                       |
| Bogey (1 sobre par)                   | 1                       |
| Doble bogey y más (2 y más sobre par) | 0                       |

Este sistema de puntuación fue inventado por el médico inglés Frank Stableford (1881-1959). Se aplicó oficialmente en 1932 por primera vez y se incluyó en las Reglas de golf en 1968. Según la leyenda, se le ocurrió la genial idea jugando un domingo en el hoyo 2 del club de golf Wallasey, cerca de Liverpool en la costa occidental de Inglaterra, del que era socio desde 1914. Como de costumbre, los jugadores avanzaban lentamente y había un fuerte viento contrario. Las bolas no volaban lejos y los menos duchos necesitaban a menudo muchos más golpes hasta que las embocaban. Y al igual que hoy, el grupo siguiente se pasaba la mayor parte del tiempo esperando. El Dr. Stableford se puso a cavilar sobre la manera en que se podría reducir el número de golpes de cada jugador en este par 4: cuando se le agotara el contingente concedido de golpes y putts para cada hoyo, el jugador debería recoger la bola, abandonar el green y continuar a la salida del hoyo siguiente. De este modo era posible agilizar el juego y evitar las pérdidas innecesarias de tiempo. Otra ventaja de la modalidad Stableford consiste en que los hoyos mal jugados no tienen tanta importancia en el resultado final, ya que pueden ser compensados por los hoyos bien jugados.

## Hándicap

### Hándicap del jugador
El hándicap en el golf es la valoración del nivel de juego de un golfista aficionado. En España, al igual que en el resto de Europa, se aplica el sistema de EGA (European Golf Association), basado en la premisa de que todo jugador intenta jugar el campo con el menor número de golpes posible. Cada jugador tiene su propio promedio de número de golpes por ronda de golf. En ciertas competencias se ajusta el nivel de todos los jugadores mediante golpes de ventaja a aquellos con mayor número de golpes promedio por ronda. Esta cifra se denomina en golf hándicap. El hándicap se calcula tomando el promedio de los 8 mejores resultados del jugador de entre los 20 últimos resultados obtenidos en competiciones del club o locales o también más importantes. Cuanto mejor juegue, más bajará su hándicap y, por lo tanto, menos golpes se le descontarán en el siguiente torneo.
El sistema de hándicap es una de las características propias del golf, ya que permite que jugadores buenos y menos experimentados hagan juntos un partido sin que los jugadores "favoritos" se encuentren en ventaja. Puesto que a estos, que tienen un hándicap menor, se les descuentan menos golpes, tienen que esforzarse de la misma forma que los jugadores más "débiles". Dada la dificultad del golf, sin el sistema de hándicap, un jugador principiante no podría competir con un jugador de nivel medio, avanzado o profesional. Asimismo le permitirá jugar partidos en cualquier campo de golf, al ser la posesión del hándicap un requisito indispensable.

### Hándicap exacto
El hándicap exacto (EGA) es el que tienen todos los jugadores federados. Es una cifra específica del 0 al 48, generalmente con un decimal, que está registrada en la federación nacional de golf. El hándicap de cada jugador es actualizado constantemente. Al terminar un torneo, el comité de competición del club responsable transmite los resultados de todos los participantes al organismo nacional correspondiente, quedando así actualizado.

### Hándicap de juego
El hándicap de juego es el número de puntos que recibe un jugador al jugar un campo de acuerdo con su hándicap exacto y la dificultad del campo. Es un número sin decimales, ya que se convierte en puntos que se aplican a los hoyos del recorrido de mayor dificultad. Se calcula según la fórmula siguiente (para un campo de 18 hoyos):
Hándicap de juego = hándicap exacto EGA x (valor slope / 113) + (valor de campo - par del campo)
en la que:
- Valor slope es el indicador que define el grado de dificultad de un campo para un jugador amateur que no sea scratch (es decir, con hándicap 0 aproximadamente). Cuanto más alto es el slope, más difícil es para un jugador inexperto. El índice slope va desde 55 hasta 155, siendo 113 el valor slope intermedio que indica el mismo grado de dificultad para ambos tipos de jugadores. El slope permite definir mejor el hándicap del jugador en cuestión.

- Valor de campo es la dificultad o facilidad añadida que tiene un campo de golf.

- Par del campo es el número total de golpes que se estipula que ha de realizar un jugador (profesional o amateur) en un campo concreto. Equivale a la suma de los pares de todos los hoyos del campo. La mayoría de los campos de golf son de par 72.

### Hándicap del campo
En lo que se refiere al golf, el hándicap es el diferencial entre la puntuación actual y la establecida por los organismos del golf que organizan la competición para el hoyo en el que está el jugador. Para establecer el hándicap se toman en cuenta datos meteorológicos, del terreno, de las condiciones del césped y la categoría en la que van a competir los jugadores.
Cada campo tiene una puntuación denominada par; es sobre este par sobre el cual se establece el hándicap. Si ambas son iguales, se denomina que el hándicap está bajo par. Si no es así, se redefine para esa competición el par al hándicap establecido. Si el hándicap impone carga, el jugador deberá reducir la cantidad de golpes por cada hoyo si quiere acabar los 18 según las normas establecidas por los organismos del golf.
Las normas que rigen el cambio de hándicap a nivel europeo se coordinan a través de las federaciones de cada país.

### Hándicap del hoyo
El hándicap del hoyo es el índice de dificultad de cada uno de los hoyos de un campo de golf. Dicho índice es fijado por el comité de competición de cada club de acuerdo con las directrices de la EGA (European Golf Association). El hándicap de un hoyo varía de 1 a 18. Cuanto más bajo es el número, mayor es la dificultad.

## Los palos de golf

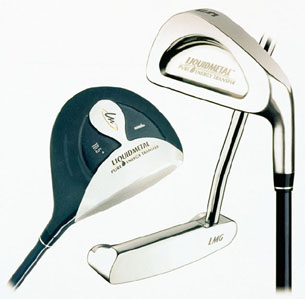
Driver, putter y hierro.

Los palos de golf (en inglés clubs) están fabricados con materiales y técnicas de alta calidad, existen tanto para zurdos como para diestros.
Los palos con los que se puede tirar más potentemente y lograr avanzar una mayor distancia se denominan maderas (en inglés wood) y están hechos de acero o titanio (antes eran de madera). El palo para efectuar la salida se llama "driver" (madera n.º 1). Se llevan normalmente tres maderas de calle para los tiros largos (maderas n.º 3, 5, 7). Los palos de golf "hierros" (en inglés iron) se designan por números (1 a 9). Cuanto más alto sea el número, mayor es el ángulo de inclinación de la cabeza ("loft" en inglés).
También hay tipos intermedios entre los hierros y las maderas, los "híbridos" (en inglés rescue), que tienen la precisión de un hierro y prácticamente la potencia de una madera. Muchos profesionales han empezado a utilizarlos en el circuito.
Para los restantes golpes se emplean los "hierros", de los que se llevan nueve o diez. Todos estos palos se diferencian entre sí por el ángulo de sus caras, mediante el cual varía su inclinación para que la bola salga lanzada en trayectorias más horizontales o más altas, según la distancia al hoyo.
Los palos con mayor inclinación son las cuñas ("wedges" en inglés), que reciben nombres específicos como pitching wedge (45° a 48°) o sand wedge (56°), que se usa habitualmente para sacar la bola del "obstáculo de arena". Otros wedges habituales son el gap wedge (unos 52°) para cubrir el hueco entre los dos anteriores, o el lob wedge (60°) que ayuda a detener la bola en el lugar donde cae, sin que ruede más allá. Finalmente se utiliza un palo denominado putter para empujar la bola mediante un golpe de putt hacia el hoyo en el green.

## La bola
El diámetro de la bola de golf no ha de ser inferior a 42,67 mm ni su peso superior a 45,93 g. Las bolas modernas constan de un núcleo de cordón de goma enrollado, para darles elasticidad, y de una capa exterior de plástico. La superficie tiene de 250 a 450 pequeños hoyuelos (dimples en inglés) que están distribuidos regularmente para proporcionar estabilidad a la bola durante su proyección en el aire.
Existen bolas de una, dos, tres o varias capas (multicapa):
- Las de una sola capa actualmente solo se usan por lo general en los campos de práctica.
- Las de dos capas son las más utilizadas por los jugadores aficionados por su duración y por la distancia que alcanzan. Estas son un poco más duras y generan escaso spin.
- Las de tres capas proporcionan al jugador mayor sensación y spin. Son menos resistentes a los impactos y cortes.
- En las bolas multicapas (en inglés multilayer) se intenta combinar la duración, la sensación y la distancia.

Los materiales con los que se fabrican las cubiertas de las bolas son principalmente Balata, Surlyn, Zylin y Elastomer.

### Tipos de bolas
Bola wound de núcleo líquido
Está formada por una goma pequeña o corazón de plástico relleno con líquido y rodeada por gomas que la envuelven. Algunas usan balata sintética para la cubierta, otras uretano o elastómero. Las utilizan los profesionales y los mejores jugadores aficionados.
Bola wound con el núcleo sólido
Presentan un corazón sólido de goma con una capa interior entre el centro y la cubierta, que es generalmente un material de uretano. Se utilizan para hándicaps bajos.
Multicapas
Poseen un corazón sólido de goma con una capa interior entre el centro y la cubierta, que es generalmente un material de uretano. Se usan para hándicaps bajos y jugadores que buscan distancia.
Núcleo sólido de dos capas
Tienen un núcleo mayor de goma sólida que las bolas multicapa. El material de la cubierta es generalmente surlyn o ionómero. Se emplean para hándicaps medios y altos que deseen una combinación de durabilidad y distancia.

## Equipo de golf

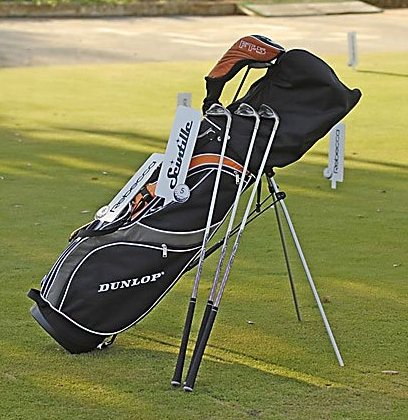
Bolsa de palos de golf.

Los palos de golf se llevan en una bolsa (bag en inglés) al efecto, y empezaron a usarse en 1870, pues antes los caddies (portabolsas, peón) de los jugadores cargaban con ellos. La versión más simple es la llamada bolsa tubo, que se lleva al hombro. La bolsa ligera de hombro dispone de unas patas retráctiles (cf. fig.) para que se mantenga de pie. La bolsa suele estar dividida por dentro en compartimentos donde colocar ordenadamente los palos, evitando que rocen entre ellos, y tiene amplios bolsillos por fuera para guardar otros accesorios útiles (bolas, tees de repuesto, toallita para limpiar la bola, ropa para el mal tiempo, paraguas, bebida, caña o pescabolas para recuperar las bolas que caigan al agua, etc.).
Se usan carros para transportar la bolsa. También los hay plegables. Los carros de mano (no motorizados) suelen ser de dos ruedas (los cuales son tirados por el jugador) o de tres ruedas (para empujar). Los carros eléctricos o motorizados son accionados por una batería. Generalmente son de tres ruedas, y algunos cuentan incluso con una especie de taburete lateral. Existen asimismo los buggies o carro de golf, pequeños cochecillos con motor eléctrico o de gasolina, que se utilizan sobre todo en los campos con numerosas pendientes, o con calles especiales construidas en los mismos campos. Aunque en algunos campos pueden ser de uso obligatorio, hay otros campos en los que está prohibido el uso de estos carritos.

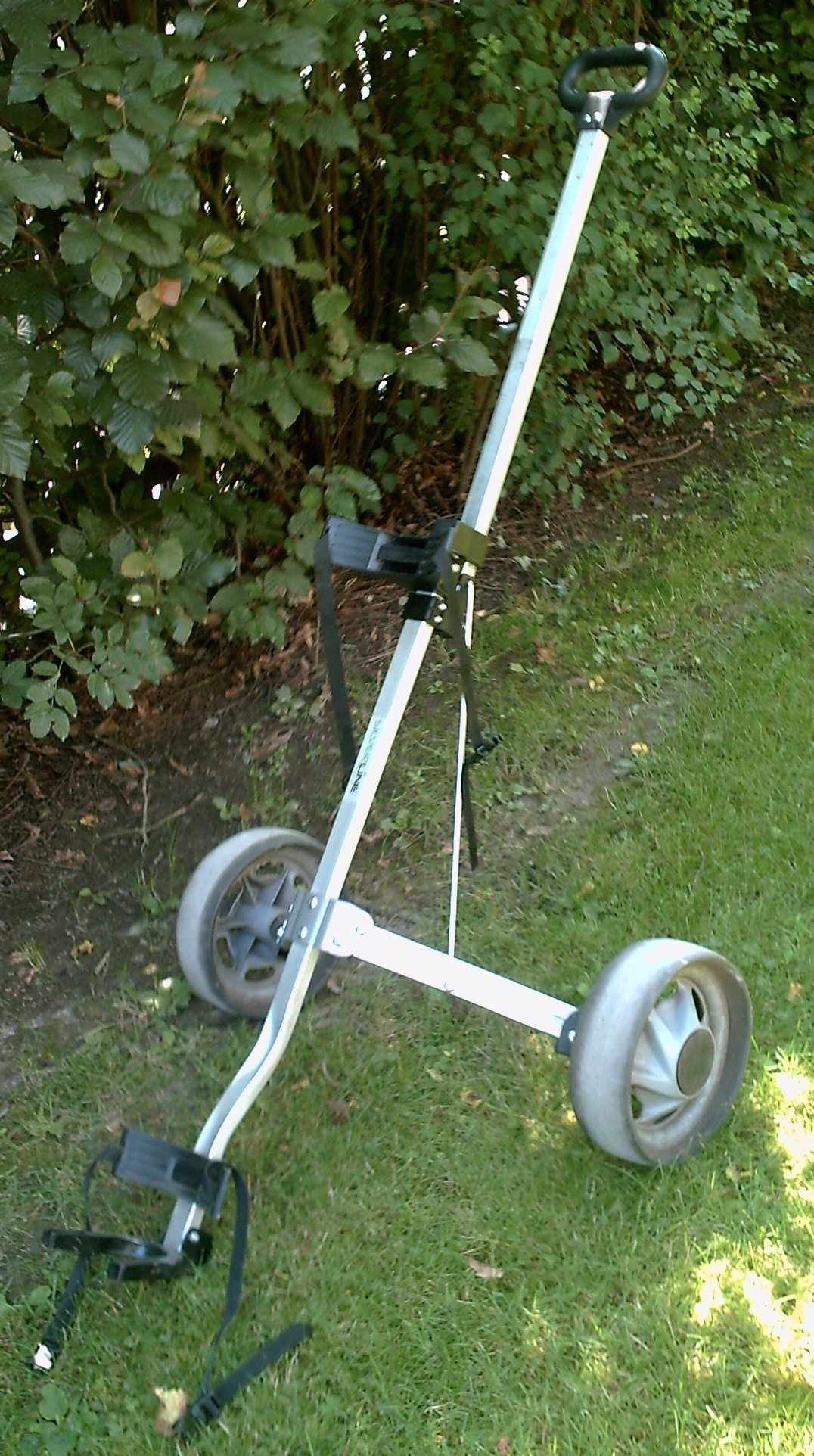
Carro de mano de dos ruedas
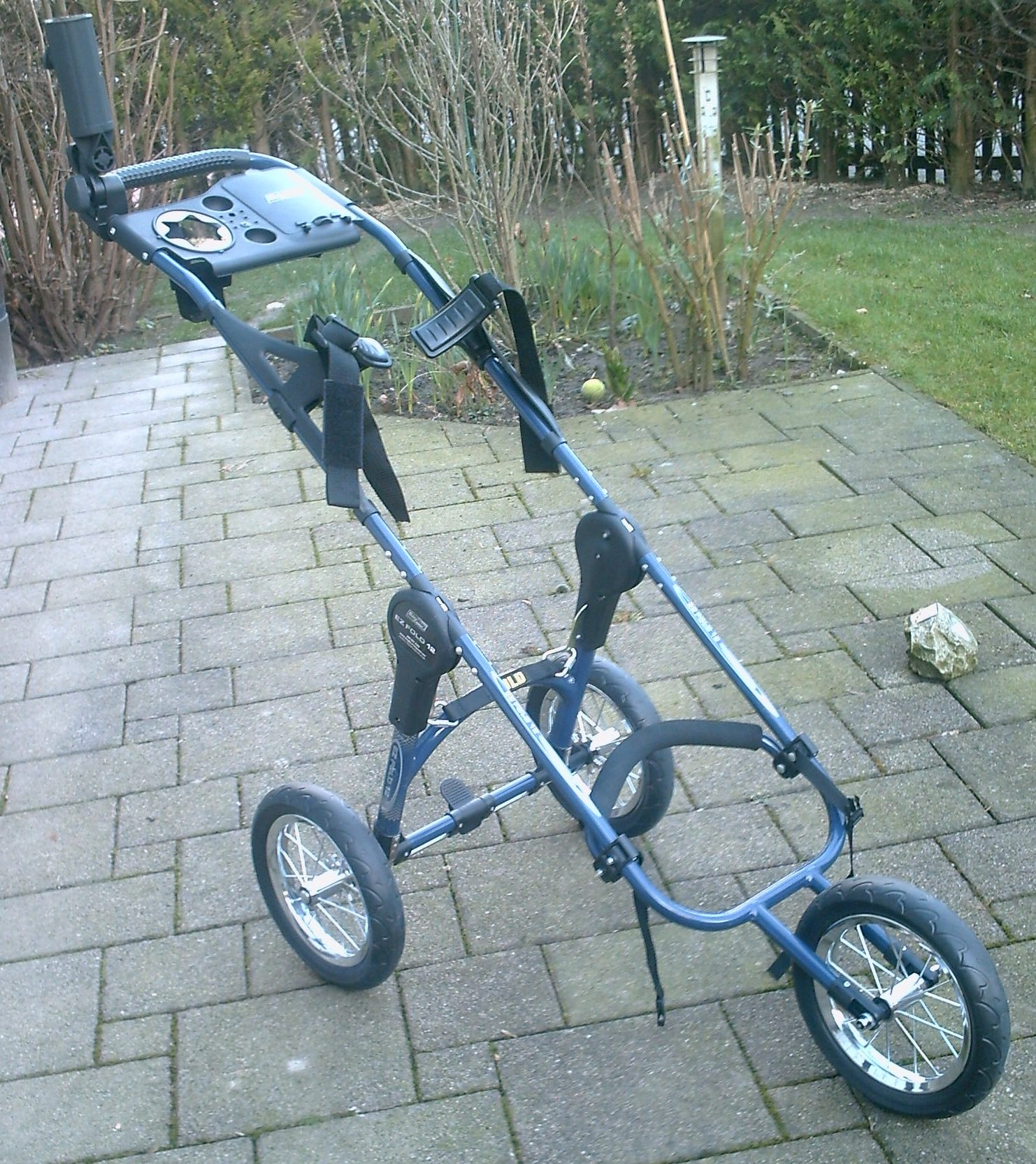
Carro de mano moderno de tres ruedas
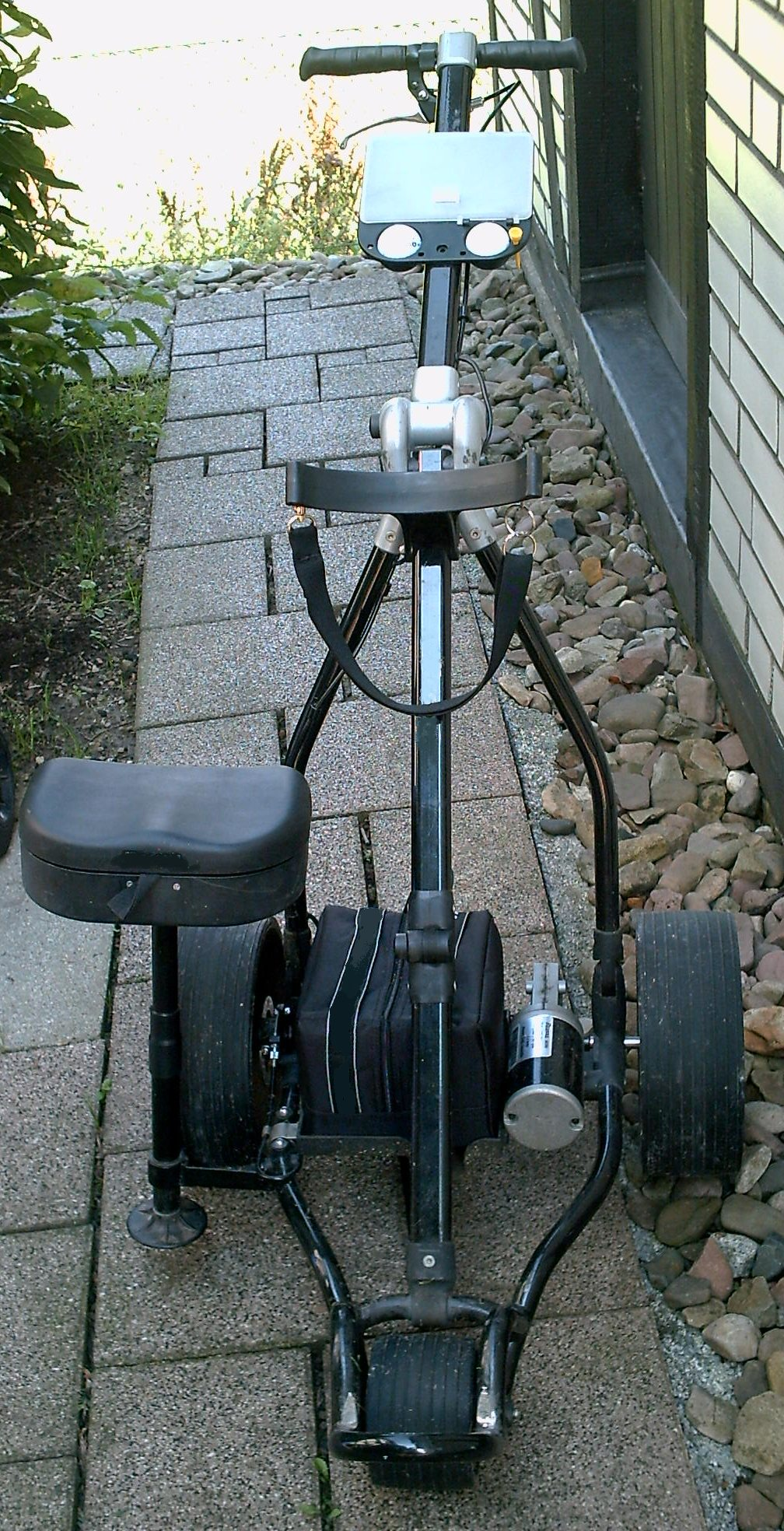
Carro de tres ruedas con motor eléctrico y taburete
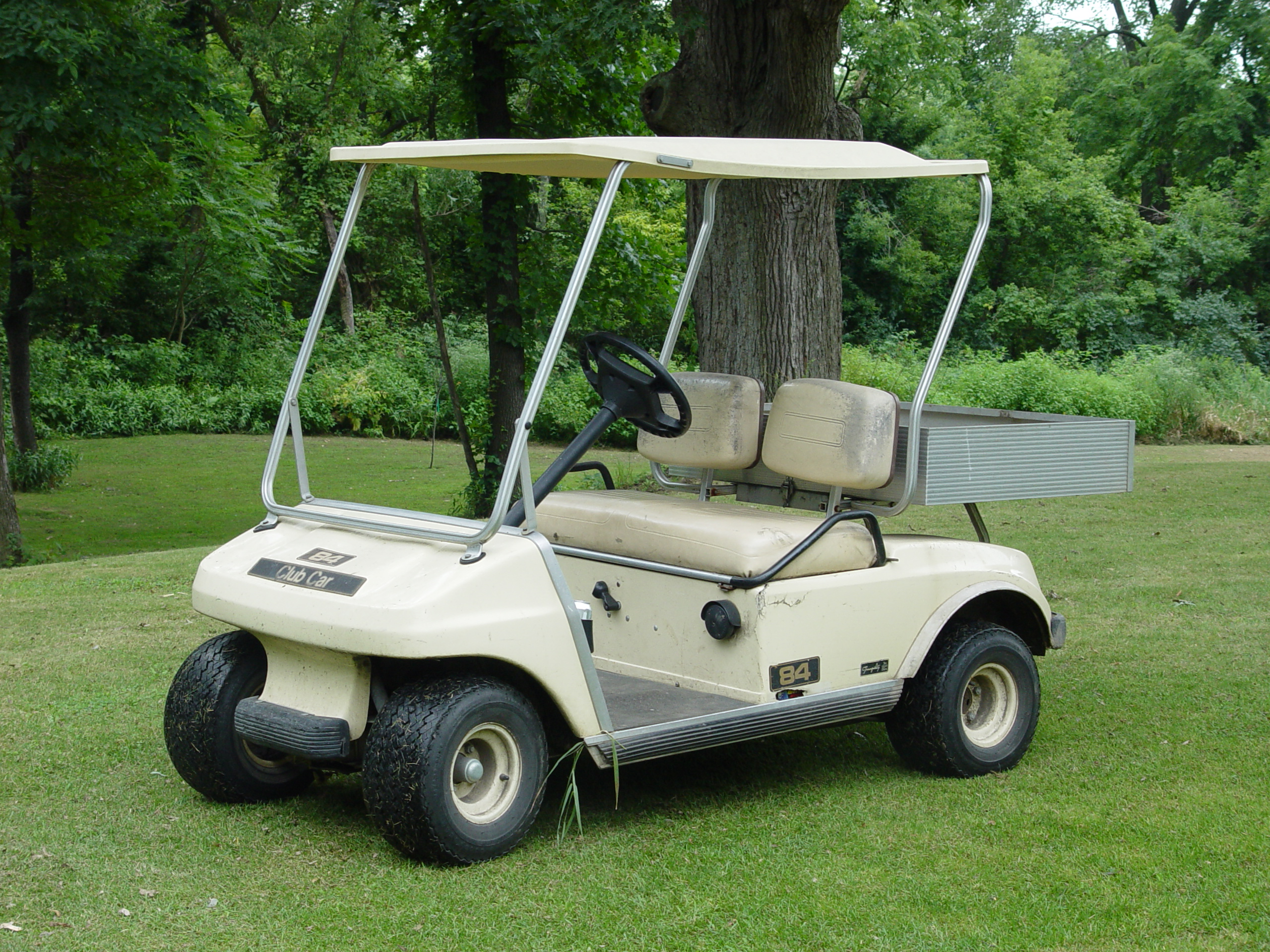
Un carrito de golf común

## La ropa del golf
La ropa en el golf está diseñada para ofrecer comodidad, libertad de movimiento y cumplir con las normas de etiqueta del deporte, que tienden a ser bastante estrictas. En general, los jugadores deben usar camisas tipo polo, pantalones o bermudas de tela y calzado especial con tacos de goma para no dañar el césped. Las camisas con cuello son estándar, y los pantalones de mezclilla o prendas deportivas generalmente no son permitidos en campos de golf profesionales o clubes de alta gama. En días fríos, es común ver a los jugadores con chaquetas ligeras o suéteres que no interfieran con el swing.

### Ropa de golf para adultos
La ropa de golf combina estilo, comodidad y funcionalidad, cumpliendo con normas de etiqueta específicas. Los jugadores adultos deben seguir ciertas pautas, como llevar polos con cuello, camisas metidas dentro del pantalón y evitar prendas como camisetas sin cuello o pantalones vaqueros. Para la parte inferior, se prefieren pantalones clásicos o bermudas que no sean demasiado cortas. Además, los zapatos deben ser específicos para golf, con suelas que no dañen el campo, como los picos de plástico blando. La tecnología textil moderna permite combinar elegancia y rendimiento, con tejidos que mejoran la transpirabilidad y flexibilidad, adaptándose al clima mediante capas ligeras o prendas impermeables.

### Ropa de golf para niños
La ropa de golf para niños sigue normas similares a la de los adultos, con la particularidad de que las prendas están adaptadas para ofrecer mayor comodidad y flexibilidad a los más pequeños. Además, es frecuente que la ropa de golf infantil esté diseñada con tejidos que sean fáciles de lavar y de secado rápido. Los polos y bermudas también son el estándar para los niños, quienes suelen imitar el estilo de los adultos, pero con diseños más coloridos o llamativos.
La vestimenta en el golf no solo es una cuestión de comodidad, sino también de respeto a la tradición y las normas del deporte, y estas reglas se aplican tanto en campos profesionales como en clubes amateurs.

## Reglas del golf
Regla 1-1: El juego del golf consiste en jugar una bola desde el lugar de salida hasta el interior del agujero mediante un golpe o sucesivos golpes conforme a las reglas.
Versión de la Federación Española de Golf aprobada por R & A Rules Limited y la United States Golf Association.

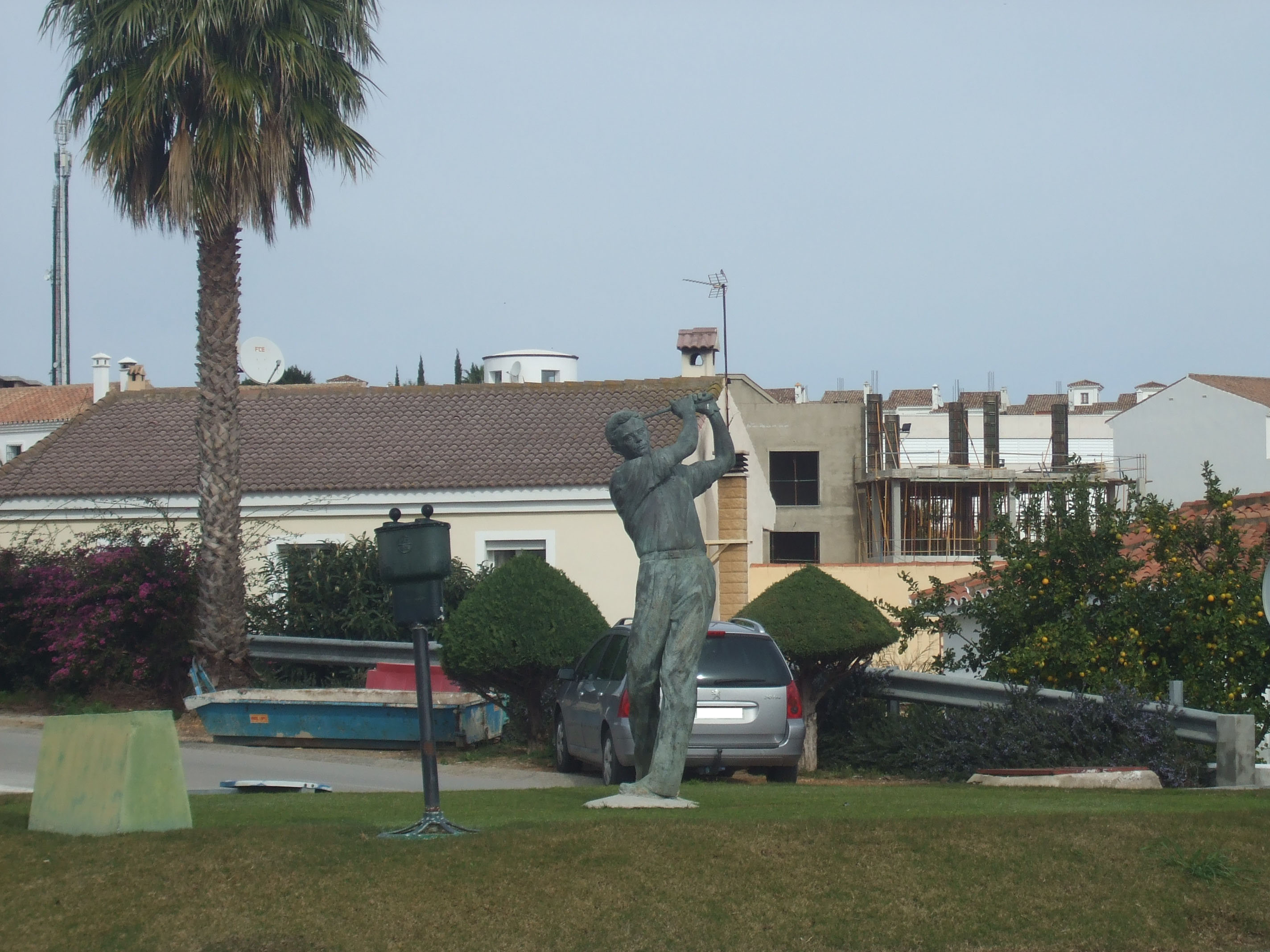
Monumento al golf en San Roque (España).

Existen en total 34 reglas distribuidas en once secciones:
- 1.- El juego (tres reglas)
- 2.- Los palos y la bola (dos reglas)
- 3.- Responsabilidades del jugador (cuatro reglas)
- 4.- Orden de juego (una regla)
- 5.- El lugar de salida (una regla)
- 6.- Jugando la bola (cuatro reglas)
- 7.- El green (dos reglas)
- 8.- Bola movida, desviada o detenida (dos reglas)
- 9.- Situaciones y procedimientos de alivio (nueve reglas)
- 10.- Otras modalidades de juego (cuatro reglas)
- 11.- Administración (dos reglas)

A estas reglas se suman la etiqueta (conducta del jugador en el campo), las definiciones (vocabulario del golf) y los apéndices (concernientes a las reglas locales, el diseño de los palos y la bola).

## La etiqueta del golf
Las normas de la etiqueta o cortesía son pautas de comportamiento para diversos ámbitos del golf, pero no forman parte en sentido estricto de las reglas del juego, ya que las infracciones no se castigan con golpes de penalidad, sino que los infractores son amonestados. He aquí las principales:

### Conducta
- No arrojar los palos con ira cuando algo no salga bien.
- Estar bien preparado cuando llegue el turno de jugar, para no retrasar a los grupos que siguen.
- No moverse, hablar ni situarse demasiado cerca de un jugador mientras este prepara o ejecuta un golpe.
- Reparar cualquier daño que se haga al campo y rastrillar la arena del búnker después de un golpe.

- Conclusión: si siguen estas directrices, los jugadores harán el juego más agradable para todos.

### Curso del juego
- Los jugadores deben jugar sin perder tiempo.
- La bola perdida no debe buscarse más de 3 minutos, para no retrasar el juego.
- Cuando se camine hacia la bola, hay que ir pensando en el próximo golpe.
- Los jugadores deben abandonar el green inmediatamente después de haber terminado el hoyo.
- La anotación del resultado en la tarjeta se hará estando fuera del fairway.
- Si un partido va demasiado lento y retrasa el ritmo de juego del campo, está obligado a dejar pasar al siguiente partido; en estos casos la autoridad la tiene el marshal (oficial) del campo, quien controla el ritmo del mismo.

### Prioridad
Los grupos de dos jugadores no tienen derecho a adelantar a los de tres o cuatro jugadores.

### Vestimenta

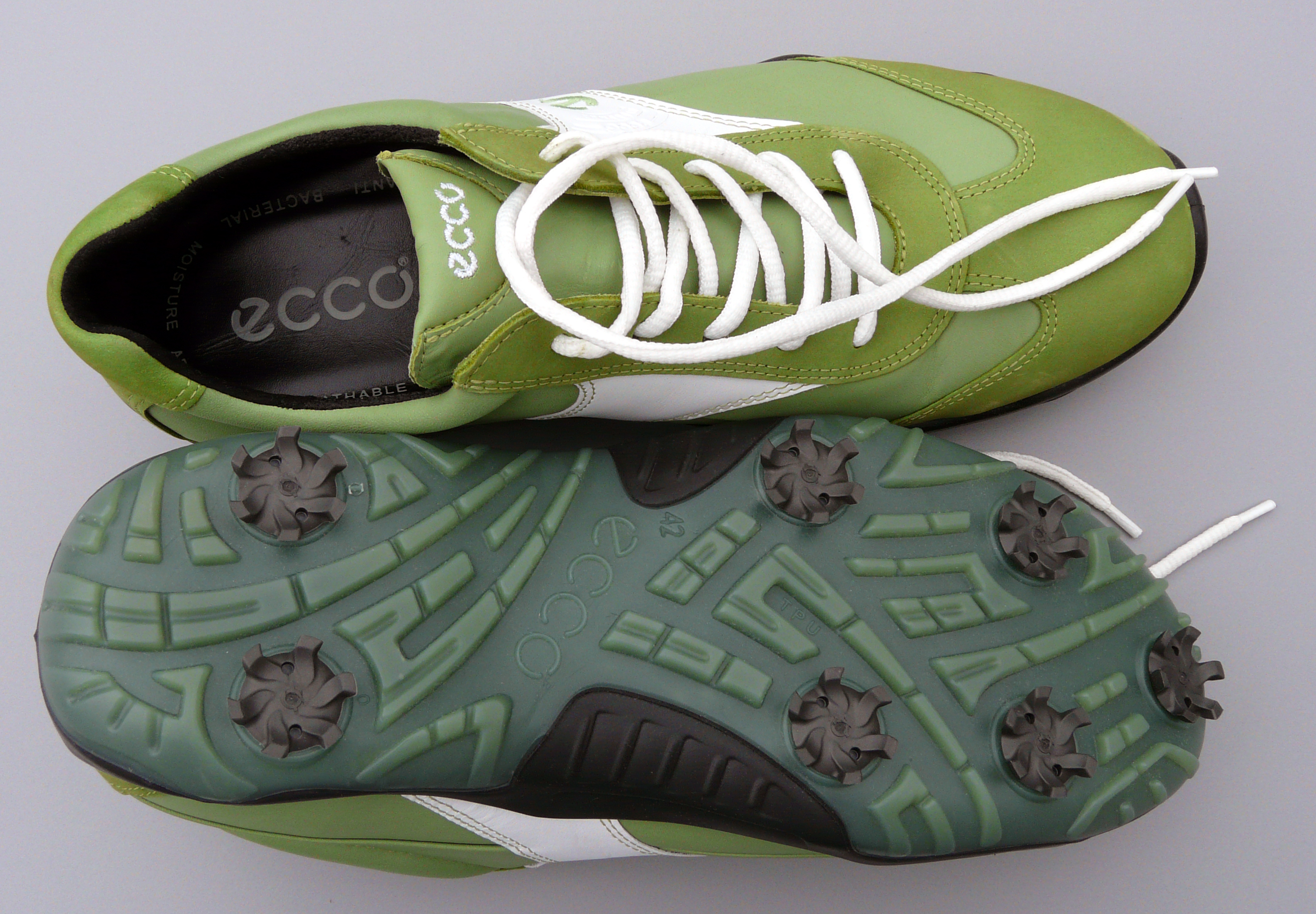
Calzado deportivo de golf.

Los caballeros deben usar camisetas con cuello y pantalones deportivos. Están prohibidos los pantalones vaqueros.
Las damas también deben usar camisetas con cuello. Están prohibidos la ropa escotada y los vaqueros.
Hay dos tipos de calzadoː Zapatos con tacos de golf y zapatos sin tacos ni tacones.

### Seguridad en el campo
En el campo de golf existen riesgos que deben tenerse en cuenta:
- No tirar en dirección a compañeros u otras personas en las proximidades.
- No golpear la bola hasta que los jugadores que le preceden no se hallen en la trayectoria prevista ni estén a su alcance.
- Advertir ¡bola! o fore! para avisar cuando puedan ser impactados con una bola.

### Posibles consecuencias
Si un jugador hace caso omiso sistemáticamente de estas directrices durante una vuelta o durante un periodo de tiempo en detrimento de otros, se recomienda que el Comité considere tomar una acción disciplinaria apropiada contra el jugador infractor. Tal acción puede incluir, por ejemplo, la prohibición durante un tiempo limitado de jugar en el campo o en un cierto número de competiciones. Esto se considera justificado como forma de proteger los intereses de la mayoría de los golfistas que desean jugar de acuerdo con estas directrices.

## Campo de entrenamiento

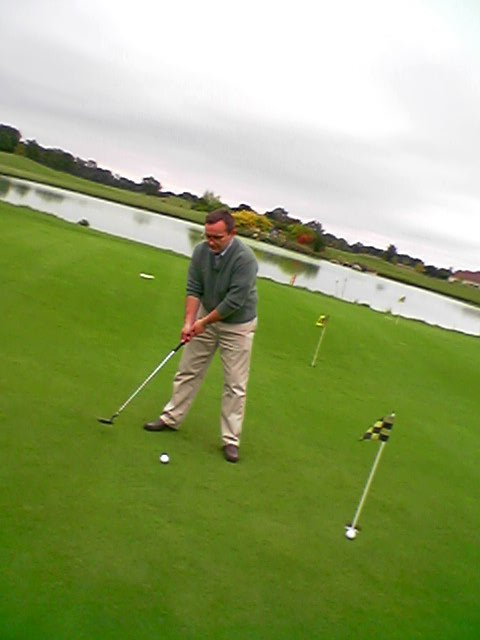
Un campo para practicar el putt (en inglés putting green).

El golf se entrena en lugares de mucho espacio, denominados en inglés driving range y en castellano «campo de práctica». Todos los campos de golf suelen disponer de un campo (o caseta) de prácticas, de un putting green y de un approaching green.
Los campos de prácticas están compuestos por un recinto abierto por un lado, en el que hay unas esterillas, y un campo. Cada jugador se coloca en una esterilla para poder golpear las bolas en dirección al campo. Esto permite practicar el golpe sin necesidad de cambiar de lugar, de manera que en un tiempo reducido se pueden dar varias decenas de tiros.
También existen campos para practicar el approach (acercamiento en castellano), que es un tiro corto y preciso que los golfistas hacen para entrar al verde desde la cancha, para atinarle al hoyo desde afuera del campo o acercarse lo más posible. En los campos de prácticas puede ser más amplio que un verde normal y contar con más de un hoyo, con el fin de que puedan practicar simultáneamente varios golfistas.
El putting green es un green de superficie variable que suele disponer de varios hoyos. Esto permite a los jugadores practicar el golpe llamado putt sin necesidad de salir al campo de juego.

## Juegos Olímpicos
Del total de 12 medallas de oro otorgadas hasta hoy, nueve fueron para atletas de los Estados Unidos. En los Juegos de St. Louis 1904, de los 77 golfistas que participaron, 74 eran estadounidenses. A pesar de ello, la medalla de oro fue para el canadiense George Lyon.

## Golfistas
- Golfistas con más victorias en los torneos majors
- Golfistas con más victorias en el PGA Tour
- Golfistas con más victorias en el PGA European Tour
- Clasificación mundial de golfistas masculinos

## Circuitos
- LIV Super Golf League (Arabia Saudita)
- PGA Tour (Estados Unidos)
- Web.com Tour (Estados Unidos)
- PGA Tour Latinoamérica (Latinoamérica)
- European Tour (Europa)
- Asian Tour (Asia)

## Campeonatos
Torneos majors
- Masters de Augusta
- Abierto Británico
- Abierto de los Estados Unidos
- Campeonato de la PGA

Serie Mundial de Golf
- WGC Match Play
- WGC-Mexico Championship
- WGC-Bridgestone Invitational
- WGC-HSBC Champions

Estados Unidos
- The Players Championship
- The Barclays
- Campeonato Deutsche Bank
- Campeonato BMW
- Tour Championship

Europa
- Campeonato Británico de la PGA (Inglaterra)
- Abierto de Francia de Golf
- Masters de Portugal
- Masters Europeo (Suiza)
- Abierto Internacional BMW (Alemania)
- Open de España
- Campeonato Mundial de Match Play

Medio Oriente
- Campeonato Mundial de Dubái
- Campeonato de Abu Dabi de Golf
- Dubai Desert Classic
- Masters de Catar

Asia-Pacífico
- Abierto de Malasia de Golf
- Abierto de Hong Kong de Golf
- Campeonato Ballantine's (Corea del Sur)

Latinoamérica
- Latin America Amateur Championship

Copas de selecciones nacionales
- Copa Ryder (Estados Unidos contra Europa, hombres)
- Copa de Presidentes (Estados Unidos contra Equipo internacional, hombres)
- Copa Solheim (Estados Unidos contra Europa, mujeres)

Galardones
- Trofeo Vardon[11]

## Variantes
- Disc golf
- A porca
- Golf playa
- Historia del golf
- Minigolf